# Carex beckmannii
Carex beckmannii là một loài thực vật có hoa trong họ Cói. Loài này được Keck mô tả khoa học đầu tiên năm 1887.